# プッシュ・プッシュ
『プッシュ・プッシュ』（Push Push）は、アメリカ合衆国のジャズ・フルート奏者、ハービー・マンが1971年に発表したスタジオ・アルバム。

## 背景
マンは本作の制作に先がけて、当時オールマン・ブラザーズ・バンドで活動していたデュアン・オールマン、それにデラニー&ボニーとジャム・セッションを行い、それがきっかけでオールマンをレコーディングに起用した。なお、一部の曲でベースを弾いたジェリー・ジェモットは、スタジオ・ミュージシャンとして働いていた頃のオールマンと度々共演してきたが、オールマン・ブラザーズ・バンド結成後は、本作のレコーディングが唯一の共演となった。
収録曲はカヴァー曲が中心で、R&Bだけでなくソフトロック系のブレッドの曲も取り上げられた。「マンズ・ホープ」は、イスラエル国歌「ハティクヴァ」を元にした曲で、この曲ではデヴィッド・スピノザがギター・ソロを担当した。

## 反響・評価
アメリカの総合アルバム・チャートBillboard 200では119位に達し、『ビルボード』のジャズ・アルバム・チャートでは1位を獲得、R&Bアルバム・チャートでは21位を記録した。スコット・ヤナウはオールミュージックにおいて5点満点中4点を付け「『プッシュ・プッシュ』の頃のハービー・マンの音楽性は、R&B、ロック、ファンクにまで広がっていた。その結果はおおむね魅力的で、メロディックかつダンサブルである」と評している。

## 収録曲
1. プッシュ・プッシュ - "Push Push" (Herbie Mann) - 10:07
2. ホワッツ・ゴーイン・オン - "What's Going On" (Marvin Gaye, Renaldo Benson, Al Cleveland) - 4:16
3. スピリット・イン・ザ・ダーク - "Spirit in the Dark" (Aretha Franklin) - 9:28
4. マンズ・ホープ - "Man's Hope" (Traditional) - 6:58
5. イフ - "If" (David Gates) - 4:36
6. さよならは言わないで - "Never Can Say Goodbye" (Clifton Davis) - 3:37
7. ホワッド・アイ・セイ - "What'd I Say" (Ray Charles) - 4:59

### CDボーナス・トラック
1. ファンキー・ナッソー - "Funky Nassau" (Ray Munnings, Tyrone Fitzgerald) - 4:54

## 参加ミュージシャン
- ハービー・マン - フルート、アルトフルート
- デュアン・オールマン - ギター
- コーネル・デュプリー - ギター(on #1, #2, #6)
- デヴィッド・スピノザ - ギター(on #3, #4, #5, #7, #8)、ギター・ソロ(on #4)
- リチャード・ティー - ピアノ、エレクトリックピアノ、オルガン
- チャック・レイニー - エレクトリックベース(on #1, #2, #6)
- ジェリー・ジェモット - エレクトリックベース(on #3, #7, #8)
- ドナルド・ダック・ダン - エレクトリックベース(on #4, #5)
- バーナード・パーディ - ドラムス(on #1, #2, #3, #6, #7, #8)
- アル・ジャクソン・ジュニア - ドラムス(on #4, #5)
- ラルフ・マクドナルド - パーカッション
- ジーン・ビアンコ - ハープ(on #2, #6)